# Ілово-Весь
Ілово-Весь (пол. Iłowo-Wieś) — село в Польщі, у гміні Ілово-Осада Дзялдовського повіту Вармінсько-Мазурського воєводства.
Населення — 568 осіб (2011).
У 1975-1998 роках село належало до Цехановського воєводства.

## Демографія
Демографічна структура станом на 31 березня 2011 року:
|          | Загалом | Допрацездатний вік | Працездатний вік | Постпрацездатний вік |
| -------- | ------- | ------------------ | ---------------- | -------------------- |
| Чоловіки | 285     | 58                 | 204              | 23                   |
| Жінки    | 283     | 56                 | 176              | 51                   |
| Разом    | 568     | 114                | 380              | 74                   |